# Carmel-by-the-Sea
Carmel-by-the-Sea, a volte chiamato semplicemente Carmel, è un comune di 3722 abitanti nella contea di Monterey in California.

## Geografia fisica
Carmel-by-the-Sea è situata sulla costa dell'Oceano Pacifico, circa 530 km (330 miglia) a nord di Los Angeles e 190 km (120 miglia) a sud di San Francisco. È lambita dalla strada costiera California State Route 1. È una piccola città dotata di una ricca storia artistica.

## Storia
Nel 1906 il giornale The San Francisco Call dedicò una intera pagina agli "artisti, poeti e scrittori di Carmel-by-the-Sea", mentre nel 1910 affermò che il 60% delle case di Carmel erano state costruite dai cittadini che "avevano dedicato la loro vita al lavoro connesso con le arti estetiche".
Fin dall'inizio il Consiglio comunale è stato dominato dagli artisti, e la città ha avuto parecchi sindaci poeti o attori cinematografici, compreso Herbert Heron, fondatore del "Forest Theater", e l'attore-regista Clint Eastwood, che fu sindaco dal 1986 al 1988.